# Rock 'n' Roll (album, John Lennon)
Rock 'n' Roll je šesté studiové album Johna Lennona. Bylo vydáno v roce 1975 a obsahuje coververze písní konce padesátých a začátku šedesátých let. Nahrávání bylo problematické a trvalo celý rok. Lennon byl zažalován Morrisem Levym kvůli porušení autorských práv na jeden verš ve skladbě "Come Together". Jako součást dohody musel Lennon na toto album začlenit tři skladby vlastněné Levym. Protože dříve před vydáním tohoto alba vyšlo album Walls and Bridges, které obsahovalo jednu skladbu vlastněnou Levym, Levy Lennona znovu zažaloval v domnění, že došlo k porušení jejich dohody.

## Seznam skladeb
Strana 1
1. "Be-Bop-A-Lula" (Tex Davis, Gene Vincent) – 2:39
2. "Stand by Me" (Jerry Leiber, Mike Stoller, Ben E. King) – 3:26
3. "Medley: Rip It Up/Ready Teddy" (Robert 'Bumps' Blackwell, John Marascalco) – 1:33
4. "You Can't Catch Me" * (Chuck Berry) – 4:51
5. "Ain't That a Shame" (Fats Domino, Dave Bartholomew) – 2:38
6. "Do You Wanna Dance?" (Bobby Freeman) – 3:15
7. "Sweet Little Sixteen" * (Chuck Berry) – 3:01

Strana 2
1. "Slippin' and Slidin'" (Eddie Bocage, Albert Collins, Richard Wayne Penniman, James H. Smith) – 2:16
2. "Peggy Sue" (Jerry Allison, Norman Petty, Buddy Holly) – 2:06
3. "Medley: Bring It On Home to Me/Send Me Some Lovin'" (Sam Cooke, John Marascalco, Leo Price) – 3:41
4. "Bony Moronie" * (Larry Williams) – 3:47
5. "Ya Ya" (Lee Dorsey, Clarence Lewis, Morgan Robinson) – 2:17
6. "Just Because" * (Lloyd Price) – 4:25